# Scitala pullata
Scitala pullata är en skalbaggsart som beskrevs av Jean Baptiste Boisduval 1835. Scitala pullata ingår i släktet Scitala och familjen Melolonthidae. Inga underarter finns listade i Catalogue of Life.